# Залесский, Николай Николаевич
Никола́й Никола́евич Зале́сский (1900—1984) — советский историк-антиковед, специалист по этрускологии. Доктор исторических наук, профессор исторического факультета Ленинградского университета.

## Биография
В 1918 году поступил в Харьковский университет, но через два года прервал учёбу из-за мобилизации на военную службу. Окончил Ленинградский университет в 1925 году.
С 1930 года работал в Государственной академии истории материальной культуры (ГАИМК) внештатным научным сотрудником, а с 01.06.1933 года зачислен в штат академии. С 1935 по 1937 годы работал старшим научным сотрудником и секретарём кафедры истории Рима в ГАИМК, там же учился в аспирантуре. (По другому утверждению, прошёл аспирантуру в ИЛЯЗВ.)
С 1929 года преподавал в ЛГУ: сначала латинский язык, затем историю Древнего Рима (общий лекционный курс и спецкурс по античной философии).
В 1935 году защитил кандидатскую диссертацию «Процесс образования классов в этрусском обществе». 
В 1962 году защитил докторскую диссертацию «Этруски в Италии в VII—V вв. до н. э. (Культурно-экономические связи, экспансия и владычество этрусков)».

## Основные труды
- Этруски в Северной Италии. — Л. : Изд-во Ленингр. ун-та, 1959. — 116 с., 4 л. ил.
- К истории этрусской колонизации Италии в VII—IV вв. до н. э. Этруски в Кампании. Этруски, греки и Карфаген в V и IV вв. до н. э. — Л. : Изд-во Ленингр. ун-та, 1965. — 124 с., 3 л. ил.
- Очерки истории античной философии. — Л. : Изд-во Ленингр. ун-та, 1975.

Вып. 1. Философия классической Греции. 103 с.
Статьи
- Этруски : (В помощь историку-педагогу) // Проблемы истории докапиталистических обществ. — 1935. — № 5/6. — С. 190—203.
- Вновь опубликованное постановление делосского союза беритских «посейдонистов» // Вестник древней истории. — 1940. — № 2. — С. 123—126.
- Делосские надписи // Вестник древней истории. — 1946. — № 3. — С. 133—190.
- К вопросу о происхождении плебеев (форкты и санаты законов XII таблиц) // Учёные записки ЛПИ. — 1948. — Вып. 68. — С. 87—100.
- Римляне на острове Делосе (из истории римского торгового и ростовщического капитала) // Учёные записки ЛГУ. Серия ист. наук. — 1948. — Вып. 15. — С. 134—168.
- К социальной истории этрусков // Учёные записки ЛГУ. Серия ист. наук. — 1950. — Вып. 17. — С. 157—184.
- Этрускология за рубежом : (Обзор) // Вестник древней истории. — 1956. — № 4. — С. 71—85.
- К истории проникновения этрусков в области фалисков и города Капены // Учёные записки ЛГУ. — 1958. — № 251. Серия ист. наук. Вып. 28. — С. 3—20.
- Этруски в Лигурии // Вестник древней истории. — 1958. — № 1. — С. 52—71.
- Этруски в Риме // Научные доклады высшей школы. Исторические науки. — 1958. — № 1. — С. 97—107.
- К вопросу о начале этрусской колонизации Кампании // Античное общество. — М., 1967. — С. 33—38.